# Pilea stelluligera
Pilea stelluligera es una especie de planta del género Pilea, perteneciente a la familia Urticaceae.

## Taxonomía
Pilea stelluligera fue descrita por Hugh Algernon Weddell en 1856.

## Distribución
Se encuentra en el territorio de Haití.